# 毛貴 (前秦)
毛貴（？—355年），是十六国前秦大臣，氐族酋长。
东晋永和六年（350年），苻洪自称为大都督、大将军、大单于、三秦王，任命雷弱儿为辅国将军，梁楞为前将军兼任左长史，鱼遵为后将军兼任右长史，段陵为左将军兼任左司马，王堕为右将军兼任右司马。赵俱、牛夷、辛牢为从事中郎，毛贵则被任命为单于辅相。永和七年（351年）正月二十日，苻健即天王位、大单于位，立国号为大秦，改年号为皇始。任命雷弱儿为太尉，毛贵为司空，姜伯周为尚书令，梁楞为左仆射，王堕为右仆射，鱼遵为太子太师，强平为太傅，段纯为太保，吕婆楼为散骑常侍。前秦皇始二年（352年）八月，前秦皇帝苻健任命雷弱儿为大司马，毛贵为太尉，张遇为司空。前秦皇始四年（354年）八月，苻健封赏抵御桓温的功臣，任命雷弱儿为丞相，毛贵为太傅，鱼遵为太尉，淮南王苻生为中军大将军，平昌王苻菁为司空。皇始五年（355年）六月十四日，苻健召唤太师鱼遵、丞相雷弱儿、太傅毛贵、司空王堕、尚书令梁楞、左仆射梁安、右仆射段纯、吏部尚书辛牢等人前来接受遗诏辅佐朝政。苻健死后，儿子苻生继承为皇帝，毛贵是苻生梁皇后的舅舅。九月，苻生杀掉了皇后梁氏以及毛贵、梁楞、梁安。